# Stephen Murray (cyklista)
Stephen Murray (* 9. ledna 1980, Newcastle upon Tyne, Anglie) je bývalý anglický jezdec BMX. V pátek 22. června 2007 utrpěl těžkou nehodu, jejímž následkem má převážnou část těla paralyzovanou. Podle nedávných informací může pokrčit rameny a pohybovat prsty na noze.